# Богдановка (Барышский район)
Богдановка — деревня в составе Земляничненского сельского поселения Барышского района Ульяновской области. 

## География
Находится на расстоянии 4 км на юго-восток по прямой от районного центра города Барыш.

## История
В 1913 году в деревне было учтено 32 двора, 183 жителя. В 1990-е годы работал СПК "Барышский".

## Население
Население составляло 19 человек в 2002 году (100% русские), 11 по переписи 2010 года.